# Historie litoměřické diecéze

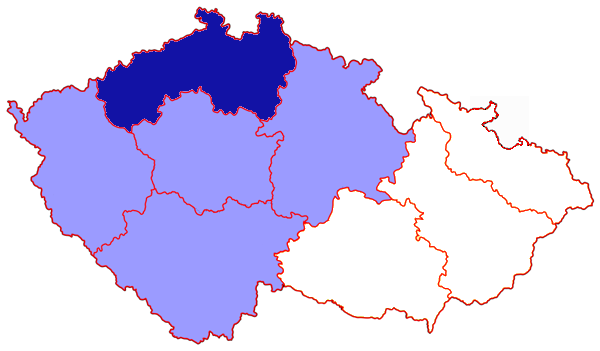
Území litoměřické diecéze (tmavomodrá) na mapě ČR

Nejstarší období historie litoměřické diecéze lze datovat už k přijetí křesťanství za Karla Velikého a Ludvíka II. Němce, kdy území litoměřické diecéze bylo součástí rozsáhlé řezenské diecéze. Před koncem 10. století bylo křesťanství natolik rozšířené, že císař Ota I. založil v roce 973 první českou diecézi (pražskou), která zahrnovala celé Čechy. První kostel v Litoměřicích, zasvěcený svatému Václavovi, byl postaven v roce 925, zatímco v roce 1057 kníže Spytihněv II. nechal vystavět kostel svatého Štěpána a založil kolegiátní kapitulu. Postupem času vznikly četné kláštery; v roce 1384 mělo město s předměstími třináct kostelů a kaplí a kromě četných řeholníků zde působilo dvacet světských kněží, kteří se zabývali duchovní správou. Rozkvět církevní organizace ukončily husitské války. V roce 1421 se Jan Žižka s husitským vojskem objevil u Litoměřic, které byly ušetřeny jen pod podmínkou přijetí husitského náboženství. Jediný kolegiátní kostel, zbavený svého majetku, se pevně držel starého řádu přijímání pod jednou střechou. Husitství bylo předchůdcem protestantismu, který našel již připravenou půdu kvůli dlouhým náboženským válkám, úpadku vzdělanosti církevních hodnostářů, nedostatku kněží a neukázněnosti šlechty, která zbohatla a stala se mocnou díky bohatství a majetku církve. Zpočátku šlechta přijala Lutherovo učení a v mnoha městech brzy došlo k přechodu od utrakvismu k luteránství. Prostřednictvím litoměřického kněze Havla Cahery, Lutherova žáka, se podařilo získat pro protestantismus také město Litoměřice. Třicetiletá válka přinesla reakci. Vítězným tažením císaře v Čechách byla revoluční šlechta svržena, města ztratila svá privilegia a obyvatelé emigrovali nebo se opět stali katolíky. Pro lepší správu rozsáhlé pražské arcidiecéze rozdělil tehdejší biskup hrabě Arnošt Vojtěch z Harrachu, Valdštejnův synovec, její území a dal podnět k vytvoření diecéze královéhradecké a litoměřické jako její sufragány. Litoměřická diecéze byla založena bulou Primitiva illa Ecclesia papeže Alexandra VII. 3. července 1655.
Viz též: Seznam litoměřických biskupů

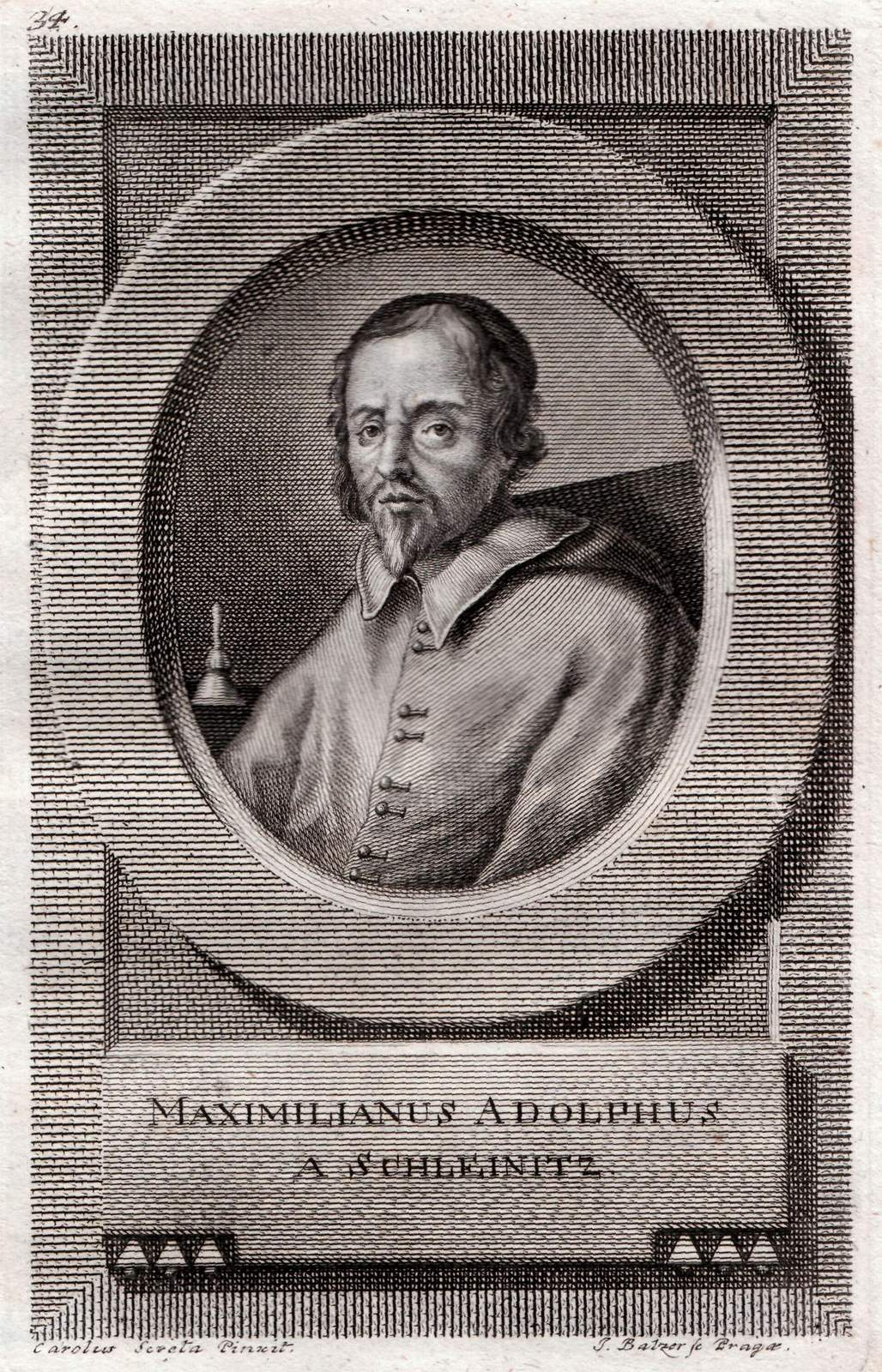
První litoměřický biskup Maxmilián Rudolf Schleinitz (Rytina od Jana Jiřího Balzera)

Prvním biskupem v Litoměřicích byl roce 1655 jmenován tehdejší probošt litoměřické kolegiátní kapituly Maxmilián Rudolf Schleinitz (1655–1675). Postavil katedrálu, která nahradila malý kolegiátní kostel, zorganizoval diecézi a vynaložil celé své jmění na zvelebení svého sídla. Jeho nástupce, Jaroslav Ignác Šternberk (1676–1709), dokončil katedrálu a postavil biskupskou kurii (1694–1701). Čtvrtý biskup, Jan Adam Vratislav z Mitrovic (1721–1733), spravoval také pražskou arcidiecézi. Za sedmileté války, v době správy Mořice Adolfa Sasko-Zeitzkého (1733–1759), který vybudoval seminář, měla diecéze mnoho starostí s pruským vpádem. Jeho nástupce, Emanuel Arnošt z Valdštejna (1760–1789), se jen obtížně bránil snahám vlády šířit v diecézi osvícenské myšlenky. Kláštery jezuitů, augustiniánů, servitů atd. byly zkonfiskovány, mnoho kostelů jako nepotřebných bylo uzavřeno a všechna bratrstva rozpuštěna. V roce 1784 bylo území diecéze rozšířeno o dva okresy. Další biskup Ferdinand Kindermann ze Schulsteinu (1790–1801), si před svým jmenováním na biskupský stolec získal zaslouženou slávu jako reformátor a organizátor celého vzdělávacího systému v Čechách. Jako biskup pokračoval v řízení školství ve své diecézi. Vybudoval katedrální farní školu a postavil ústav pro vzdělávání dívek v Litoměřicích. Osmý biskup Václav Leopold Chlumčanský z Přestavlk a Chlumčan (1802–1815), pro svou charitativní činnost známý jako „otec chudých“, vybudoval v roce 1805 církevní seminář. Jeho nástupce biskup Josef František Hurdálek (1815–1823) byl donucen rezignovat. Desátý litoměřický biskup Vincenc Eduard Milde (1823–1832) se stal vídeňským arcibiskupem. Biskup Augustin Bartoloměj Hille (1832–1865) otevřel v roce 1851 chlapeckou školu. Po něm nastoupili Augustin Pavel Wahala (1866–1877), v jehož době se ve Varnsdorfu objevila skupina starokatolíků, Antonín Ludvík Frind (1879–1881), známý jako učený autor „Církevních dějin Čech“, a Emanuel Jan Křtitel Schöbel (1882–1909), jemuž diecéze vděčí za mnoho kostelů a zavedení lidových misií, a Josef Gross (1910–1931). Jeho nástupce Alois Weber (1931–1947) prožil ve funkci období II. světové války. Vypomáhal mu ve službě světící biskup Antonín Čech (1923–1929). Poté skončení II. světové války Webera ve službě vystřídal Štěpán Trochta (1947–1974), jehož téměř celý episkopát se odehrával v období komunistické totality. Na sklonku totalitního období se stal litoměřickým biskupem Josef Koukl (1989–2003), který převedl diecézi do nového křesťanského milenia. Na něho navázal Pavel Posád (2003–2008), který ze zdravotních důvodů odstoupil a na jeho místo přišel v roce 2008 Jan Baxant jako 20. litoměřický biskup.

## Situace před založením diecéze
Hlavní článek: Katedrální kapitula u sv. Štěpána v Litoměřicích
Od založení litoměřické kapituly (předcházející administrativně-správní instituce) roku 1057 zastávali litoměřičtí proboštové důležité zemské a říšské úřady. Základem zřízení litoměřického biskupství se proto měla stát inkorporace (začlenění) starobylého proboštství.
Od 15. století se množily nejen nářky jednotlivých litoměřických proboštů na nouzi kapituly a proboštství, ale i jejich prosby o snížení daní a kontribucí. Za probošta Marka Kytlice (1567–1580) hrozil, že se starý gotický kapitulní kostel sv. Štěpána zřítí. V polovině 16. století velká část kněží též protestovala, že téměř 39 let není v Litoměřicích žádný probošt. Byla proto přijata nová statuta kapituly. I když v té době klesl počet kapitulářů na tři – probošt, děkan a kanovník, přesto bylo možné kapitulu zvětšit. Dosavadní proboštství mohlo být přestavěno na biskupskou rezidenci. Proboštové litoměřické kapituly stáli od poloviny 16. století po boku pražských arcibiskupů a pomáhali jim v rekatolizaci Čech.
Za třicetileté války se Litoměřice staly terčem útoku nepřátelských vojsk. Polnosti a vinice byly zničeny, hospodářské budovy zruinovány, poddaní od neustálých kontribucí a kvartýrování vojska úplně na mizině. Například roku 1631 Sasové zapálili celou řadu vesnic v blízkosti Litoměřic a zničili část města. V letech 1634, 1638, 1643 a 1645 pak zde pobývali Švédové pod vedením Torstensona a roku 1648 pod velením generála Königsmarka. Po tzv. vestfálském míru nepřátelské jednotky okupovaly Litoměřice až do 1. října 1649. V takové situaci nacházíme litoměřické proboštství na konci třicetileté války.

### Přípravná fáze zřízení diecéze
Kardinál Arnošt Vojtěch z Harrachu a litoměřický probošt Maxmilián Rudolf Schleinitz několikrát poukazovali na to, že zvláště Litoměřickému, Žateckému a Boleslavskému kraji pro jejich sousedství se Saskem a Lužicí stále hrozí nebezpečí bludařství. V horských částech těchto krajů žili luteránští predikanti v naprostém klidu. V tomto ohledu zajímavé informace přináší zpráva o poměrech v litoměřickém kraji z roku 1650. Praví se v ní: „Stovky a tisíce obyvatel stále ještě podléhají vlivu predikantů, Kostomlaty, patřící hraběti Černínovi, jsou přímo hnízdem protestantů, shromažďují se tam sedláci k bohoslužbám, a hrozí obava z povstání…“. Litoměřický kraj ležel rovněž v největší vzdálenosti od sídla arcibiskupa pražského a horský ráz ho činil i těžce přístupným.
Harrach a Schleinitz od počátku trvali na tom, aby do nového biskupství bylo litoměřické proboštství inkorporováno. Dále bylo potřeba pro budoucí biskupství zakoupit jedno panství. K tomu měl sloužit výtěžek solní pokladny podle ujednané smlouvy z roku 1630. Dlouho však nebylo možné dosáhnout souhlasu Říma. Ten přišel až 30. července 1632 a úmluva o soli tak byla kurií schválena. Nyní se začalo jednat o koupi panství pro litoměřické biskupství. Nemělo být příliš vzdáleno od Litoměřic kvůli snadnému spojení a dozoru a svou roli tu hrála i otázka peněz, jelikož finanční prostředky byly omezené.
Rovněž bylo zapotřebí vyřešit, u kterého kostela má být biskupství zřízeno. Mnozí se přikláněli k volbě městského kostela, který stál uvnitř hradeb, a byl tak více chráněný. Svatý Štěpán (dnes katedrála) by tedy byl zachován pouze pro probošta.
Dále vyvstal problém, které území bude novému biskupství přiděleno, respektive vyňato z pravomoci pražské arcidiecéze. Pražská kapitula ve svém podání z roku 1651 žádala, aby se nová diecéze vztahovala na jeden kraj, a arcibiskupství tudíž nebylo příliš ochuzeno. V Čechách se totiž počítalo se zřízením celkem čtyř nových biskupství.
Jako nejsložitější otázka se jevilo patronátní právo nad novým biskupstvím. Kdo má jmenovat litoměřické biskupy? Císař toto právo žádal pro sebe ze dvou důvodů. Za prvé držel patronátní právo nad proboštstvím a za druhé litoměřické biskupství mělo být zřízeno z výtěžku solní dávky, kterou sám vybíral. Řím však zaujímal odlišné stanovisko – výtěžek ze soli byl věnován církvi jako odškodnění za ztráty utrpěné v době od husitských válek do války třicetileté. Církev považovala tento výtěžek za svůj. Byla tudíž přesvědčena, že právo ustanovit biskupa je na straně Říma. Právě tato otázka představovala největší překážku celého řízení.
Konečně část stavů nesouhlasila se zřízením nových biskupství. Obnovené zemské zřízení z roku 1627 totiž povýšilo preláty na první zemský stav, a ti díky tomu získali nejvlivnější postavení v zemském sněmu. Světští stavové se obávali stále vzrůstajícího vlivu církve na řešení zemských a státních záležitostí. Dokonce pražská kapitula se ve svém dobrozdání z 1. července 1654 postavila proti zřízení nových biskupství, ačkoliv předtím zastávala kladné stanovisko. První litoměřický biskup Schleinitz má tak největší zásluhu na překonání všech překážek a dokončení celého přípravného řízení, které vedlo k založení litoměřického biskupství.

### Hospodářské a technické zajištění
Probošt Schleinitz v roce 1640 pro litoměřické biskupství doporučil panství Stvolínky. Toto panství sám dobře znal, navrhl ho z důvodu, že poskytovalo nejen užitek z polního hospodářství, ale patřily k němu i rozsáhlé louky a pastviny, mlýny, rybníky a lesy. K uvedenému panství měla být přičleněna proboštská ves Třeboutice. Tak by se získalo panství s 30 strychy polí a 50 kusy dobytka. K panství mohly být připojeny i další dvě proboštské vesnice: Zubrnice a Leština. Konečně měl biskup obdržet pokratický vinohrad, patřící dosud proboštství.
Probošt měl bydlet v dosavadním děkanství a zůstaly by mu ponechány všechny stávající příjmy. Ztratil by pouze Zubrnice a Leštinu, ponechal by si však litoměřické předměstí Zásadu a výnosnou krčmu v Rybářích. Dále by mu patřila ves Křešice, mlýn v Třebouticích, šest poddaných v Zahořanech a vinice v blízkosti města. Od děkana by získal též vesnici Knínice a Horní Řepčice. Děkan by náhradou dostal dům Víta Lecha v blízkosti kostela. Jinak by si ponechal všechny své požitky, zvláště pak vesnice Týnec, Lukavec a Vědlice.
Budova proboštství měla být přeměněna na biskupskou rezidenci. Kapituláři, v počtu nejméně čtyř, by sídlili v blízkosti kostela v nových budovách. První kanovník senior by si ponechal dosavadní příjmy, tj. ročně by dostával 20 kop. Druhý kanovník by obdržel výnos labského cla, které bylo v mírových dobách velmi výnosné. Třetímu by náležela ves Slatina a čtvrtému ves Orasice. Biskup s proboštem by společně vydržovali dva kaplany. Současně s děkanem by se starali i o kostelní hudbu a zpěváky. Realizace tohoto plánu podle Schleinitze vyžadovala celkem 50 tisíc zlatých. Tento odhad byl však velmi nízký.
Děkan kapituly Rudolf Roder byl rovněž požádán o dobrozdání. Uvedl, že proboštství by mohlo koupit panství Trnovany. Děkanství změněné na proboštství by potřebovalo koupit nový statek a postavit novou budovu. Přeměna dosavadního kanonikátu-seniora by stála 3 200 zlatých. Kdyby každý kanovník měl mít ročně 350 zlatých, činila by celková suma 17 500 zlatých. Oprava budov a vybavení kostela se mu též jevily jako nutné. Celkový náklad z výnosu soli odhadoval na 50 700 zlatých.
Probošt Schleinitz podal další návrh roku 1642. V něm mimo jiné doporučil koupi buď panství Trnovany nebo Chobolice, Třebušín, Hrdly a Kamýk.
Před třicetiletou válkou stálo v Litoměřicích celkem 217 domů. Roku 1625 jich bylo 70 zničeno, později ubylo dalších 95, takže v roce 1640 zůstalo ve městě pouhých 52 domů. Schleinitz znovu zopakoval návrh koupě domu Víta Lecha, kterou schválila Propaganda na své poradě 2. dubna 1643 za předsednictví Urbana VIII. Na tomto zasedání bylo také rozhodnuto, že první biskupství se zřídí v Litoměřicích. K tomuto účelu byla ustanovena zvláštní komise.
Po dlouhých jednáních bylo panství Stvolínky koupeno z výnosu solí a sumu 53 tisíc zlatých. Uvedené panství tvořila tři městečka, devět vsí a poměrně dost poddaných. Císař dal ke koupi rovněž své svolení. Tak došlo 27. února 1647 k uzavření smlouvy. Panství zatím převzal v zastoupení Propagandy kardinál Harrach.
V roce 1649 bylo proboštství znovu opraveno a v témže roce došlo ke koupi dvou domů. Na místě nynějšího Dómského náměstí stály tehdy pouze dva obytné domy, ostatních 14 bylo rozbořených. Bylo proto potřeba postavit nové domy. Při této příležitosti vypukl další spor, tentokrát s městem, které nechtělo připustit koupi domů na nynějším Dómském náměstí. Po dlouhém jednání došlo konečně k dohodě. Město dostalo náhradou za tyto objekty 19 zřícených domů spolu s kostelem sv. Vojtěcha v předměstí Zásada. Schleinitz se zpočátku musel spokojit pouze s dómským děkanem a jediným kanovníkem. Sám však 6. května 1671 založil tzv. Schleinitzovský kanonikát, který dotoval ze svého rodinného jmění.
Kardinál Harrach poslal v roce 1647 přípis Propagandě o současném stavu církevních institucí v Litoměřicích. Současně vyjádřil císařovu vůli co nejdříve zřídit nová biskupství. Byla proto vytvořena další zvláštní komise ze čtyř kardinálů, která měla prozkoumat celou záležitost. Největší potíž nastala opět s patronátním a jmenovacím právem. Jak Řím, tak císař uplatňovali na toto právo své požadavky. V této fázi jednání došlo konečně k předání panství Stvolínky do přímé správy probošta Schleinitze.

### Problematika litoměřického kapitulního proboštství
Celou záležitost pak komplikovala otázka inkorporace proboštství. Litoměřické proboštství, jakož i ostatní místa v kapitule totiž od počátku obsazovali čeští králové. Definitivní rozhodnutí padlo 30. července 1652 při zasedání Propagandy za předsednictví papeže a účasti 14 kardinálů.
Bylo rozhodnuto, že císaři se udělí právo jmenování a patronátu jen tehdy, když inkorporuje dosavadní proboštství k novému biskupství. Po dlouhých jednáních ve Vídni byl konečně i císař nakloněn celou otázku vyřešit smírně. K tomuto přispěl i Schleinitzův návrh, že by proboštství bylo inkorporováno pouze na deset až dvacet let a pak by se opět znovu zřídilo. Zavázal se, že v případě jeho potvrzení proboštství nejpozději do dvaceti let obnoví. Císař byl překvapen Schleinitzovou obětavostí a dal k tomuto řešení svolení. Proti císařovu rozhodnutí však zcela otevřeně vystoupili místodržící a metropolitní kapitula. Obě justice prohlásily, že není potřebí nových biskupství a že je nutné především zřídit nové fary. Císař však nedbal tohoto odporu a na svém souhlase setrval. Dne 3. července 1655 byla vyhotovena erekční (zřizovací) bula a neobsahovala žádné ustanovení, že by proboštství mělo být znovu ustaveno. Naopak prohlásila proboštství bez všech omezení za zrušené a natrvalo přiřčené biskupství. Schleinitz svůj slib znovu zřídit proboštství nemohl z finančních důvodů již splnit. Byla to především stavba nové katedrály, která finančně nové biskupství téměř vyčerpala. Proboštství bylo zřízeno teprve v roce 1907.

### Dělení pražské arcidiecéze
Podle prastarého rozdělení patří Litoměřický kraj archidiakonátu bílinskému. Harrach v roce 1631 rozdělil arcidiecézi na vikariáty, které se většinou kryly s hranicemi krajů. Litoměřický kraj se rozdělil na dva vikariáty na levém a pravém břehu Labe. Rozsah litoměřické diecéze byl právně stanoven až 12. ledna 1656.
Podle původního plánu měla v Čechách vzniknout čtyři biskupství. Basilius podal návrh, aby nová biskupství byla zřízena pouze pro jeden kraj, pražská arcidiecéze by se tak nemusela příliš zmenšovat. Naproti tomu Schleinitz požadoval pro nová biskupství následující kraje:
- Litoměřice – Litoměřický, Boleslavský a Žatecký kraj;
- Plzeň – Plzeňský, Chebský a Loketský kraj;
- České Budějovice – Bechyňský, Prachatický kraj a část Čáslavského;
- Hradec Králové – Hradecký, Chrudimský kraj a Kladsko;
- Praha – Slánský, Rakovnický, Kouřimský, Vltavský, Poděbradský kraj a část Čáslavského.

Prelát Basilius však poukazoval například na to, že Žatecký kraj měl tolik farností jako Poděbradský, Vltavský, Chrudimský a Slánský kraj Doroty. Tím by pražská arcidiecéze měla méně beneficií než litoměřická. Jaké kritéria pro stanovil následující body: arcibiskup musí mít největší diecézi s největším počtem kléru. Každá nová diecéze bude filiálkou metropolitní katedrály. Pražská arcidiecéze musí mít i největší počet věřících. Při stanovení nových diecézí se musí dbát i na velikost, význam a hodnost kostelů a měst, a teprve potom na vzdálenost od sídla biskupa. Pro litoměřickou diecézi proto navrhl Litoměřický kraj, z Boleslavského kraje část po řeku Jizeru a z Žateckého kraje pak území severně od řeky Ohře.
Schleinitz se přesto stále ještě pokoušel o získání všech tří krajů. Jako důvod uváděl nebezpečí protestantismu a vzdálenost od Prahy. Definitivní rozhodnutí nakonec přiřklo litoměřické diecézi pouze Litoměřický kraj. Podle soupisu z tohoto období měl litoměřický biskup 5 měst, 117 far, 15 319 poddaných se statky (budoucí diecéze: Hradecká – 7 měst, 160 far, 21 490 poddaných; Českobudějovická – 9 měst, 103 fary, 18 350 poddaných; Plzeňská – 15 měst, 158 far a 17 039 poddaných). Teprve za biskupa Valdštejna byla 17. února 1784 litoměřická diecéze rozšířena o Žatecký a Boleslavský kraj.

## Vlastní založení litoměřické diecéze
Počátkem roku 1655 odjel Harrach do Říma, aby se již podruhé zúčastnil papežské volby. Novým papežem byl zvolen kardinál Fabio Chigi – Alexandr VII. Na tuto volbu měl velký vliv Harrach. Tak vznikla velmi příznivá situace k vyřízení konečných úprav litoměřického biskupství. Harrach při této příležitosti podal v Římě svou relaci o stavu arcidiecéze, v níž se přimlouval za to, aby císař dostal jmenovací a patronátní právo. Udával, kolik obětí již císař přinesl pro církev a jak se o ni zasloužil. Mezi tím Schleinitz zjistil, že se jeho prezentace, odeslaná před pěti lety do Říma, ztratila. Požádal proto císaře o novou prezentaci, která mu byla ihned udělena.
Úsilí o zřízení biskupství v Litoměřicích a jmenování prvního mimopražského biskupa bylo konečně 1. května 1655 dovršeno souhlasem papeže (bula Regimini universalis Ecclesiae) a 3. července téhož roku byl Schleinitz vysvěcen na litoměřického biskupa. Při této příležitosti byla za přítomnosti papeže Alexandra VII. a 25 kardinálů rozhodnuta i otázka jmenovacího a patronátního práva. Jako zvláštní milost bylo uděleno císaři a českému králi za velké zásluhy o katolickou církev. Toto právo mělo dál přecházet i na další právoplatné nástupce, pokud zůstanou katolíky.
Když byl Schleinitz již konsekrován, nemohla být v Litoměřicích vykonána jeho intronizace, dokud nebyly k dispozici papežské buly. K tomu došlo teprve 12. ledna 1656, když je předtím několikrát Schleinitz urgoval.
Erekční (zřizovací) bula Primitiva illa Ecclesia ze 3. července 1655 obsahovala následující body:
- 1. Oddělení Litoměřického kraje z pražské arcidiecéze
- 2. Povýšení Litoměřic na biskupské město
- 3. Povýšení dosavadního kolegiátního kostela sv. Štěpána na katedrální
- 4. Popis biskupských mensálních statků
- 5. Zrušení proboštství
- 6. Podřízení litoměřické diecéze pražskému metropolitovi
- 7. Udělení jmenovacího a patronátního práva císaři
- 8. Neplatnost všeho, co odporuje bule
- 9. Zrušení všech dřívějších privilegii
- 10. a další ustanovení.

Biskup Schleinitz poslal tyto buly do Prahy. Dne 12. ledna 1656 pak kardinál Harrach v pastýřském listě rezignoval na Litoměřický kraj s výjimkou far Světec a Kozly. Klérus nového biskupství měl do zřízení vlastního semináře i dále platit příslušné dávky pro arcibiskupský seminář (seminaristicum). Zřízení litoměřického biskupství započalo zakládání dalších biskupství v Čechách. Jeho zdlouhavost byla zapříčiněna především tím, že litoměřické biskupství mělo sloužit jako vzor pro všechna ostatní biskupství v budoucnosti. Litoměřický biskup od té doby zaujal v pořadí čestnosti druhé místo hned za pražským arcibiskupem. Při zřízení biskupství v Litoměřicích se dostalo ocenění i městu jako královskému, biskupskému a krajskému sídlu. Litoměřice tak zaujaly význačné postavení v církevních, politických, hospodářských i kulturních dějinách Čech.

### Následná hospodářská a území správa
Co se týče řízení hospodářského zajištění, na Dómském pahorku v Litoměřicích po zřízení diecéze sídlila společná správa tří panství:
- biskupa (do roku 1655 to bylo panství probošta kapituly) – panství Křešice (7 vesnic a předměstí Rybáře),
- biskupství – panství Stvolínky,
- litoměřické kapituly – panství Starý Týn.

Arcibiskup Arnošt hrabě z Thunu daroval roku 1703 biskupství čtvrtinu panství Benešov nad Ploučnicí a pět osmin statku Markvartice.
Dne 17. února 1784 byly k litoměřické diecézi, dvorním dekretem císaře Josefa II., který byl vydán po dohodě s Apoštolským stolcem, přičleněny též kraje žatecký a mladoboleslavský, (vyjma panství a statků Nové Benátky, Světec na Teplicku (Schwaz), které bylo pod patronátní farností pražského arcibiskupa, Kozly na Lounsku, obročí pražské kapituly a Žitenice).
Území diecéze se tak ztrojnásobilo. Rozloha diecéze se od 17. února 1784 zachovala prakticky nezměněná až do roku 1993. V tomto roce byly v souvislosti se založením plzeňské diecéze upraveny hranice téměř všech českých diecézí.
Litoměřická diecéze ve 21. století zaujímá kraje Ústecký a Liberecký, a zasahuje do krajů Královéhradeckého, Středočeského a Karlovarského.

## Literární zdroje dějin litoměřické diecéze
V diecézi působili a působí její biskupové, avšak podílí se na ní svou činností i kněží a věřící. Vše se navíc děje v kontextu společenského klimatu regionů, které do diecéze patří. Tato fakta otevírají problematiku jakou metodou popsat dějiny diecéze. Pokusil se o to již biskup Valdštejn, který tímto úkolem pověřil Vavřinec Slavíka, svého ceremoniáře, sekretáře a pozdějšího generální vikáře. Avšak první tiskem vydané dějiny litoměřické diecéze v roce 1811 s názvem „Umriss einer kurzen Geschichte des Leitmeritzer Bistums“ sepsal až František Josef Bretfeld-Chlumčanský, synovec biskupa Chlumčanského.

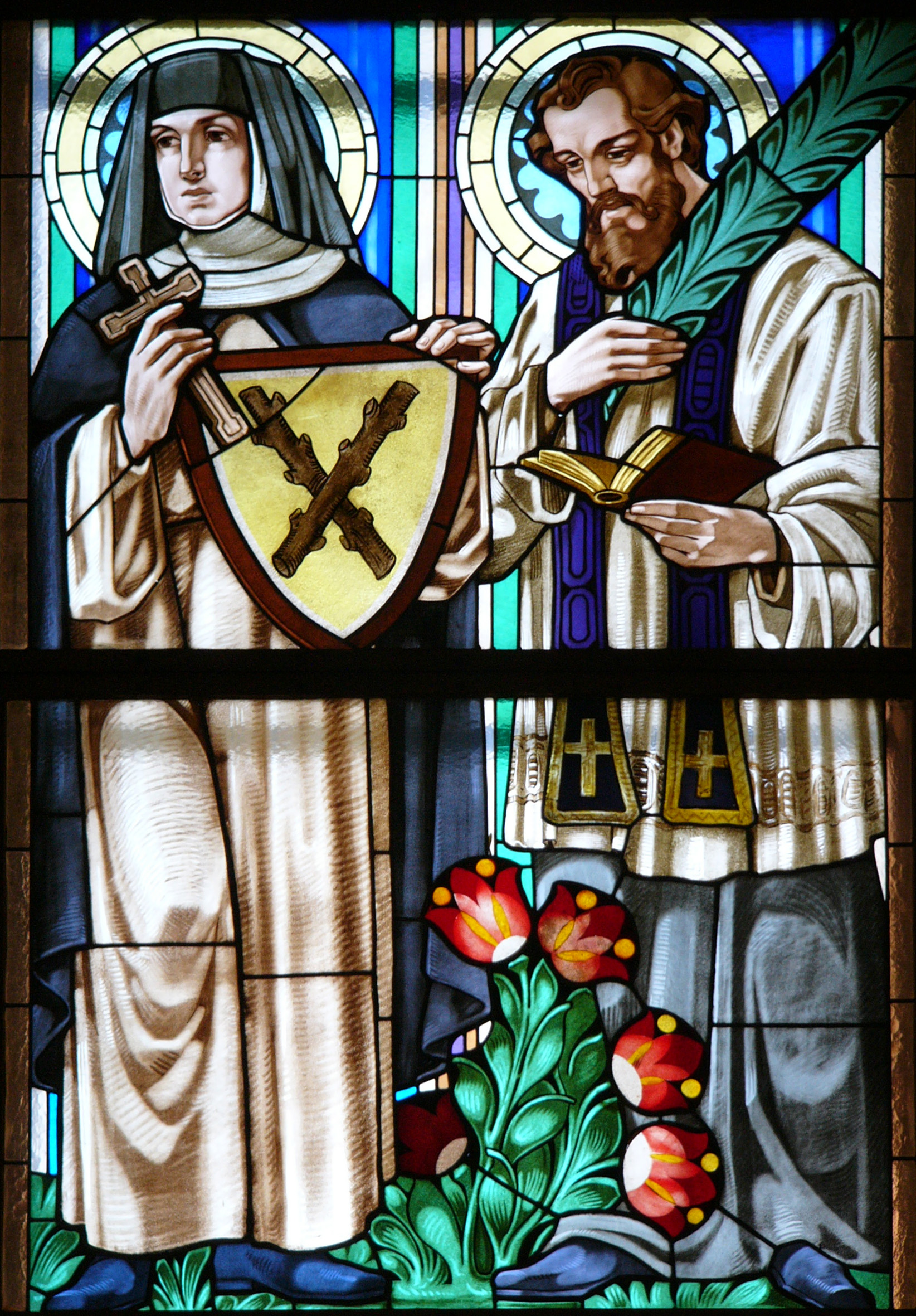
Hlavní patronka diecéze sv. Zdislava z Lemberka na vitráži se spolukanonizovaným sv. Janem Sarkanderem

Autorem dalšího čtyřsvazkového díla s názvem: „Kirchengeschichte Böhmens im allgemeinen und in ihrer besondere Beziehung auf die jetzige Leitmeritzer Diözese“ (Praha 1864–1878) byl historik Antonín Ludvík Frind, pozdější 13. litoměřický biskup. Další Frindova významná práce byla: „Kurze Geschichte der Bischofe von Leitmeritz“ (Chomutov 1867). Toto dílo zpracovává stručně životopisy prvních jedenácti litoměřických biskupů až do nástupu biskupa Augustina Vahaly roku 1866. Frindova studie byla částečně překonána dějinami kapituly sv. Štěpána, které vydal v roce 1933 J. Schlenz.
Dále se pokusil sepsat dějiny diecéze MUDr. Alois Seifert, který roku 1899 v Žatci vlastním nákladem vydal dílo: „Die leitmeritzer Dieözese nach ihren geschichtlichen, kirchlichen und topographischen Beziehungen“. Dílo je vlastivědně zaměřeno a opírá se o práce A. Frinda, J. Schallera a J.G.Sommera.
Děčínský rodák, profesor na teologické fakultě dr. František Endler vydal v roce 1903 ve Vídni práci: „Das sociale Wirken der katholischen Kirche in der Diözese Leitmeritz“. K zachycení dějin litoměřické diecéze používá sociologické metody, ale i další hlediska. Jan Schlenz napsal dvousvazkovou monografii „Geschichte der Gründung des Bistums Leitmeritz“ (Varnsdorf 1912–1914), která pojednává o episkopátu biskupa Schleinitze (1655–1675).
Za významné monografie se považují „Ferdinand Kindermann von Schustein“ (Augsburg 1926) a „Josephinismus und seine Geschichte" (Praha 1943) jejichž autorem je E. Winter. S prameny však nakládá poněkud volně.
O biskupu Františku Hurdálkovi napsal J.A. Ginzel malou monografii s názvem „Bischof Hurdálek“, která vyšla v Praze roku 1873. Kromě toho Vincenc Zahradník, Hurdálkův spolupracovník, uveřejnil roku 1834 v Časopisu katolického duchovenstva článek: „Život a povaha Františka Hurdálka“. O biskupovi A. Hillem napsal František Reike, probošt litoměřické kapituly, a o biskupovi J. Grossovi vyšla apologetická monografie Th. Czermaka: „Bischof Josef Gross von Leitmeritz“ roku 1933. Snažil se postihnout život litoměřické diecéze až do jeho současnosti, ale neměl dostatek pramenů.
Stručné biografie jednotlivých biskupů jsou obsaženy nejúplněji v „Catalogu cleri“ z roku 1941. I když vycházejí opět z práce biskupa Frinda, bývají však považovány za pramenné dílo.
V období Protektorátu Čechy a Morava v letech 1938–1945 byla spravována část česky mluvící litoměřické diecéze z Krnska.
Po druhé světové válce byla publikována práce profesora Václava Bartůňka „Od proboštství k biskupství (1057–1957)", která vyšla ve sborníku „900 let litoměřické kapituly“, vydavatelem byla v roce 1959 Česká katolická charita. Bartůněk používal uvedené předchozí autory, kteří však nepublikovali česky.
Dalšími drobnějšími pracemi z období komunistické totality jsou zejména monografie, např. od Otakara Moce: „Historický průvodce litoměřickými kostely“ aj.
Po roce 1989 Jaroslav Macek sepsal historii litoměřické diecéze rozvrženou do dvou svazků. V roce 2005 vyšel 1. díl: „Biskupství litoměřické“ a v roce 2007 pak 2. díl: „950 let litoměřické kapituly“.
V roce 2007 v souvislosti s oslavami 950 let kapituly vydala Univerzita Jana Evangelisty Purkyně v Ústí nad Labem ve spolupráci s litoměřickým biskupstvím a dalšími subjekty sborník: „Litoměřická kapitula. 950 let od založení“.
Za významný zdroj lze považovat i dílo Václava Petery "Géniové církve a vlasti", rukopis uložený v Centrální katolická knihovně KTF UK v Praze, který je dostupný ve webové podobě on-line.
V roce 2015 vydala Univerzita Karlova v Praze v Nakladatelství Karolinum knihu Stanislava Přibyla Právní situace litoměřické diecéze v letech 1989-2010. Tato monografie podává fundovaný přehled situace diecéze v období 21 let od sametové revoluce.

## Seznamy duchovních
Na základě publikovaných dějin, monografií, diecézních katalogů, časopisových a internetových zdrojů vznikly následující seznamy, které se snaží ve svých odkazech na jednotlivé osobnosti postihnout šířku dějin litoměřické diecéze.